# Cryptocarya ampla
Cryptocarya ampla är en lagerväxtart som beskrevs av Elmer Drew Merrill. Cryptocarya ampla ingår i släktet Cryptocarya och familjen lagerväxter. Inga underarter finns listade i Catalogue of Life.